# Mimophobetron pyropsalis
Mimophobetron pyropsalis är en fjärilsart som beskrevs av George Francis Hampson 1904. Mimophobetron pyropsalis ingår i släktet Mimophobetron och familjen Crambidae. Inga underarter finns listade i Catalogue of Life.